# Пароубек, Иржи
Иржи Пароубек (чеш. Jiří Paroubek; род. 21 августа 1952, Оломоуц, Чехословакия) — чешский политик, премьер-министр Чехии с 25 апреля 2005 года по 16 августа 2006 года.

## Биография
Среднее образование получил в малостранской гимназии. В 1976 году окончил Высшую школу экономики в Праге. Ещё в 1970 году Пароубек вступил в небольшую Чехословацкую социалистическую партию, из которой вышел в 1986 году. После «бархатной революции» присоединился к Чешской социал-демократической партии и вскоре был замечен первым лидером партии Иржи Гораком. На протяжении 14 лет Пароубек занимал различные должности в пражской мэрии, специализируясь на финансовых вопросах.
В 2001—2003 Пароубек был заместителем партийной организации ЧСДП в Праге, а в 2004 году стал министром регионального развития в правительстве Станислава Гросса. После отставки Гросса 25 апреля 2005 года Пароубек стал шестым премьер-министром Чехии. В мае 2006 года, незадолго до парламентских выборов, Пароубек был избран председателем ЧСДП.

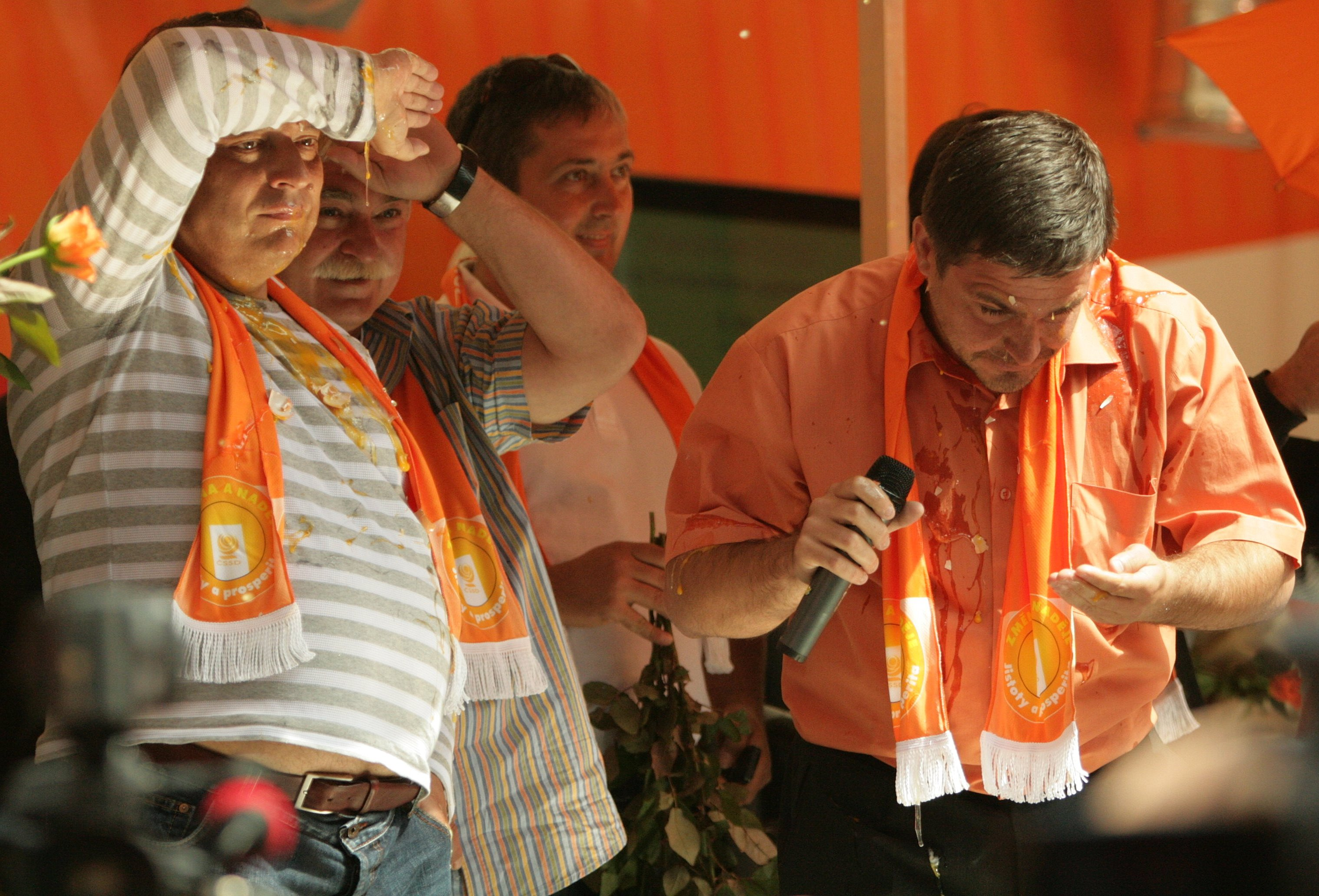
Иржи Пароубек (слева) после атаки яйцами противников ЧСДП. 2009 год

На состоявшихся 2 июня 2006 года парламентских выборах партии долгое время вели переговоры о создании правящей коалиции. Несмотря на то, что оппозиционной ГДП не удалось получить большинство в 101 место в 200-местной нижней палате парламента, 16 августа 2006 года новым премьер-министром стал Мирек Тополанек. В 2010 году Пароубек ушёл с поста руководителя ЧСДП.
В октябре—ноябре 2011 года основал и возглавил партию «Национальные социалисты — левые 21 века».